# Humphrey Spender
Humphrey Spender (19 de abril de 1910 - 11 de março de 2005) foi um fotógrafo, pintor e designer britânico.

## Família e educação
Humphrey Spender era o terceiro filho de Harold Spender, jornalista e escritor. A mãe de Humphrey, Violet Schuster, veio de uma família alemã que emigrou para a Grã-Bretanha na década de 1870. Violet morreu em 1921 e Harold Spender morreu em 1926. Humphrey tinha dois irmãos, o poeta Stephen Spender e o cientista e explorador Michael Spender, e uma irmã, Christine.
Quando criança, Humphrey aprendeu fotografia com seu irmão mais velho, Michael Spender, e ganhou uma câmera alemã em seu décimo aniversário. Depois de frequentar a Escola Gresham, Spender inicialmente estudou história da arte na Universidade de Freiburg por um ano, onde passou um tempo com seu irmão, Stephen Spender, e outras figuras literárias, incluindo Christopher Isherwood. Durante este período, ele ganhou exposição à fotografia e ao cinema de vanguarda da Europa continental. Ele se matriculou na Architectural Association School of Architecture, mas não quis exercer a profissão de arquiteto. Logo depois de se formar na escola, Spender decidiu seguir carreira na fotografia.

## Carreira
Ele montou um estúdio fotográfico em Strand com Bill Edmiston, que era seu amante. Spender era conhecido por sua fotografia comercial. Durante esse tempo, ele tirou fotos para anúncios e revistas como Harper's Bazaar. Em meados da década de 1930, ele foi recrutado para trabalhar para o Daily Mirror sob o apelido de Lensman.
Spender tornou-se membro do movimento de Observação de Massa, tirando fotos da vida cotidiana nas comunidades da classe trabalhadora. Suas fotografias mais famosas são do Worktown Study. (Worktown era o codinome do observador de massa para Bolton). Tiradas num período entre 1937 e 1940, as suas fotografias cobrem toda a gama de interesses da observação de massa — política e eleições; religião; cenas de rua; paisagens industriais; o bar; cenas de mercado; novos edifícios e empreendimentos; observadores em ação; esporte e lazer; trabalhar nas fábricas têxteis; férias em Blackpool; outdoors e anúncios nas ruas. Spender foi acompanhado neste projeto pelo artista Graham Bell. Perto do final de seu envolvimento com a Mass Observation, Spender também começou a trabalhar como fotógrafo para a recentemente criada e altamente bem-sucedida revista ilustrada fotograficamente Picture Post.
Com o início da Segunda Guerra Mundial, Spender serviu brevemente no Royal Army Service Corps antes de ser nomeado fotógrafo oficial de guerra. Ele também trabalhou como intérprete de imagens de reconhecimento fotográfico, identificando locais de foguetes alemães e fazendo mapas para o Dia D.
Em dezembro de 1944, durante a Segunda Guerra Mundial, Spender estava hospedado no Hotel Gruenwalder em Innsbruck, Áustria, como parte de seu trabalho de reconhecimento com o Royal Army Service Corps. Em 17 de dezembro, Spender encontrou Heinrich Himmler, o notório chefe da SS nazista que havia chegado ao hotel sem avisar, armado com uma equipe de soldados. Himmler estava sentado a uma mesa quando Spender passou e foi convidado a se aproximar dele e falar em alemão. Por causa da ascendência judia-alemã de sua mãe e do tempo que passou na Alemanha, Spender felizmente conhecia o idioma e saiu silenciosamente do hotel, sem ser notado. Caso contrário, isso significaria morte certa para ele por causa de sua origem.
Spender também contou uma ocasião em que ouviu Adolf Hitler discursar numa reunião pública em Berlim, em 1939. Ele disse que sua voz era "muito poderosa e autoritária".[carece de fontes?]
Por volta de 1955, ele abandonou a fotografia pela pintura e design têxtil, e lecionou no Royal College of Art de 1953 até se aposentar em 1975.
Em 1968, Spender mudou-se para Maldon, Essex, onde morou no The Studio, Ulting. Este foi o primeiro projeto construído pelo arquiteto Richard Rogers.

## Casamentos
A primeira esposa de Spender, Margaret Low, com quem adotou um filho, morreu em 1945. Sua segunda esposa, Pauline Wynn, com quem teve um filho, morreu em 2003. Ele então se casou com a fotógrafa Rachel Hewitt, mais de cinquenta anos mais nova.
Spender havia dito às suas esposas antes de se casar com elas que ele era bissexual, assim como seu irmão Stephen Spender, e teve casos com homens e mulheres ao longo de sua vida, incluindo Frederick Ashton e Eslanda Goode Robeson.